# Iparjogvédelem
Az iparjogvédelem a szellemi alkotások jogának a jogterülete a szerzői jog mellett. A szerzői joggal szemben zömében államilag lajstromozott jogokból áll. Gyűjtőfogalom; több oltalmi formát foglal magába.
(Az ipari tulajdon kifejezés magyarul ritkán használatos, a francia illetve az angol kifejezés hatását mutatja és elsősorban nemzetközi szerződésekben fordul elő.)

## Jogi természete
Az iparjogvédelem a polgári jog egyik sajátos részterülete. Az iparjogvédelmi jogok abszolút szerkezetűek, azaz a konkrét jog jogosultja egyedül (monopolisztikusan) jogosult a jog hasznosítására, használatára és mindenki más köteles tűrni ezt. A jogsértést általában bitorlásnak nevezik (pl. védjegybitorlás). A jogosult jogának használatára másnak használati engedélyt (licencia) adhat.

## Iparjogvédelmi oltalmi formák
- Szabadalom
- Formatervezési minta
- Földrajzi árujelző
- Használati minta
- Védjegy

## Története
Az iparjogvédelem - a szerzői joghoz hasonlóan - királyi privilégiumokból származik (a szabadalom idegen nyelvi megfelelője, a Patent is a királyi/császári pátensre utal.) Lényegében az ipari forradalom korszakában fejlődött önálló jogterületté; a vonatkozó állami jogalkotás, törvényhozás a 19. század második felében vált általánossá. 1883-ban létrejött az iparjogvédelem máig fennálló legátfogóbb nemzetközi egyezménye, a Párizsi Uniós Egyezmény (PUE). A PUE-nek számos mellékegyezménye van. (pl. Hágai Megállapodás, Madridi Megállapodás, Madridi Jegyzőkönyv).

## Területi elv
Az iparjogvédelmi jogok jellegzetessége, hogy főszabályként minden egyes államban külön-külön, általában a meghatározott hatósághoz történő bejelentés útján, lajstromozással keletkezik az iparjogvédelmi jogosultság.

### Az oltalom szintjei
- Nemzeti szint - egy állam területe
- Két állam megállapodása - két állam területe (pl. az 1981. évi magyar- svájci eredetvédelmi megállapodás)
- Regionális megállapodások (pl. európai uniós védjegy)
- Nemzetközi megállapodások (pl. nemzetközi védjegy).

## Lásd még
- Belső Piaci Harmonizációs Hivatal
- Feltaláló
- Iparjogvédelmi Szakértői Testület
- Magyar Feltalálók Egyesülete
- Magyar Szabadalmi Ügyvivői Kamara
- Magyar Szellemitulajdon-védelmi Tanács
- Párizsi Uniós Egyezmény
- Szabadalmi ügyvivő
- Szellemi Tulajdon Nemzeti Hivatala
- Szellemi Tulajdon Világszervezete
- Szolgálati és alkalmazotti találmány